# Dendronephthya inermis
Dendronephthya inermis is een zachte koraalsoort uit de familie Nephtheidae. De koraalsoort komt uit het geslacht Dendronephthya. Dendronephthya inermis werd in 1909 voor het eerst wetenschappelijk beschreven door Henderson. 